# Acerentulus rapoporti
Acerentulus rapoporti är en urinsektsart som beskrevs av Bruno Condé 1963. Acerentulus rapoporti ingår i släktet Acerentulus och familjen lönntrevfotingar. Inga underarter finns listade i Catalogue of Life.